# Роґово (Торунський повіт)
Роґово (пол. Rogowo) — село в Польщі, у гміні Любич Торунського повіту Куявсько-Поморського воєводства.
Населення — 355 осіб (2011).
У 1975-1998 роках село належало до Торунського воєводства.

## Демографія
Демографічна структура станом на 31 березня 2011 року:
|          | Загалом | Допрацездатний вік | Працездатний вік | Постпрацездатний вік |
| -------- | ------- | ------------------ | ---------------- | -------------------- |
| Чоловіки | 181     | 46                 | 117              | 18                   |
| Жінки    | 174     | 37                 | 109              | 28                   |
| Разом    | 355     | 83                 | 226              | 46                   |